# Capacidades estatais

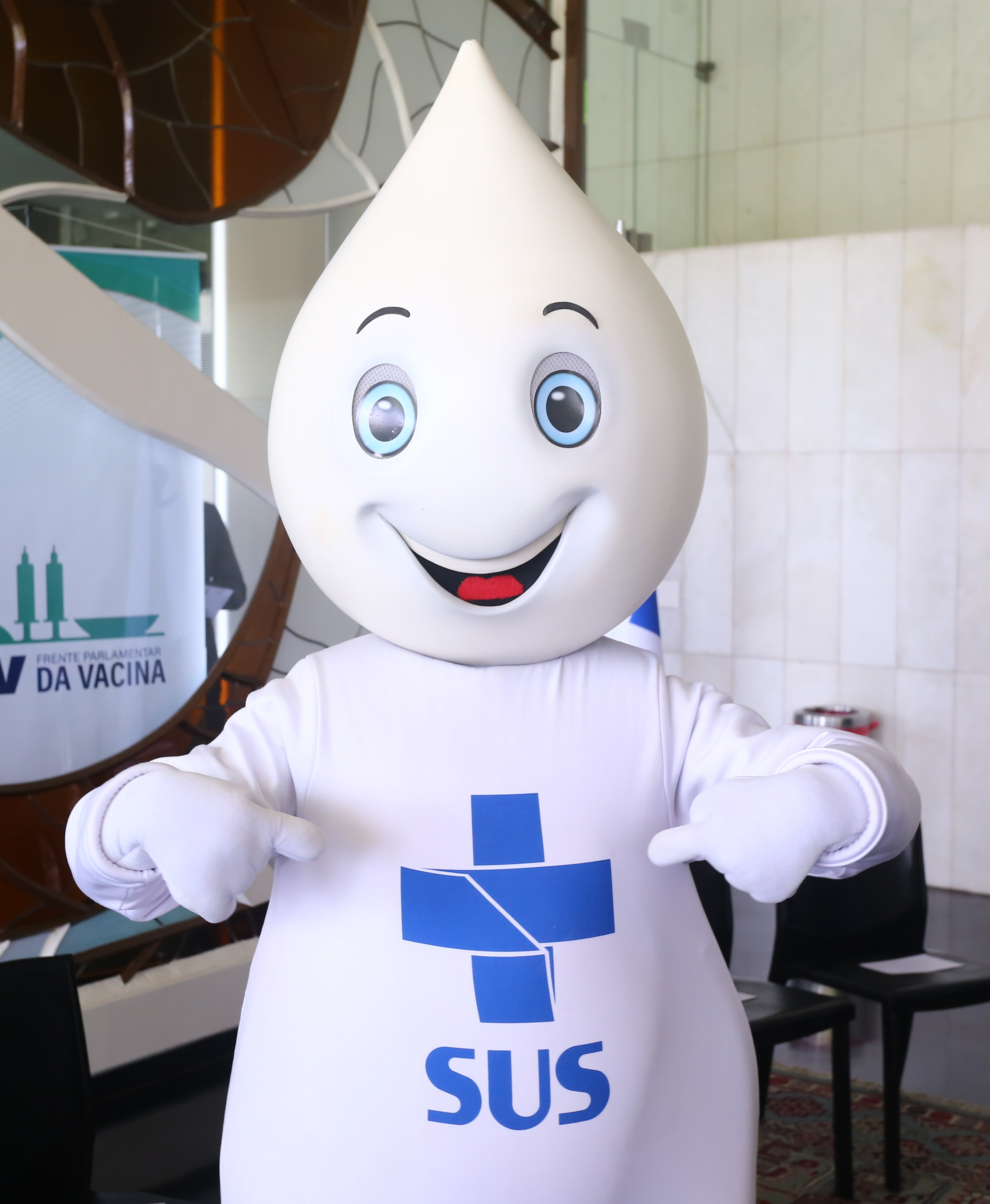
Zé Gotinha, personagem criado para as campanhas de vacinação no Brasil, que são fruto das capacidades estatais do país nas políticas de saúde.

O conceito de capacidades estatais busca definir e quantificar as características que um ente estatal possui para perseguir os seus próprios fins. Também diz respeito ao poder de ação do Estado de produção de políticas públicas pelas burocracias, mesmo diante de potenciais oposições de grupos sociais ou situações socioeconômicas adversas. É um conceito amplamente utilizado nos estudos de ciência política, economia política e administração pública.
As capacidades estatais envolvem diversos aspectos administrativos e políticos e buscam explicar por que certos Estados conseguem gerar crescimento econômico, inclusão social e estabilidade política, enquanto outros enfrentam fragilidade institucional e baixo desempenho governamental.

## Origem e definições
A ideia de capacidades estatais ganhou força a partir da década de 1980, especialmente após a publicação da obra ''Bringing the State Back In'' (1985), organizada por Peter Evans, Dietrich Rueschemeyer e Theda Skocpol. A coletânea teve grande impacto nas ciências sociais ao propor uma reorientação teórica que recolocou o Estado como ator autônomo e central na análise do funcionamento das instituições democráticas, da implementação de políticas públicas e da consolidação de processos de desenvolvimento. Essa corrente pretendeu superar abordagens que tratavam o Estado apenas como arena ou reflexo de interesses sociais, observando-o como um ator autônomo com capacidades próprias.

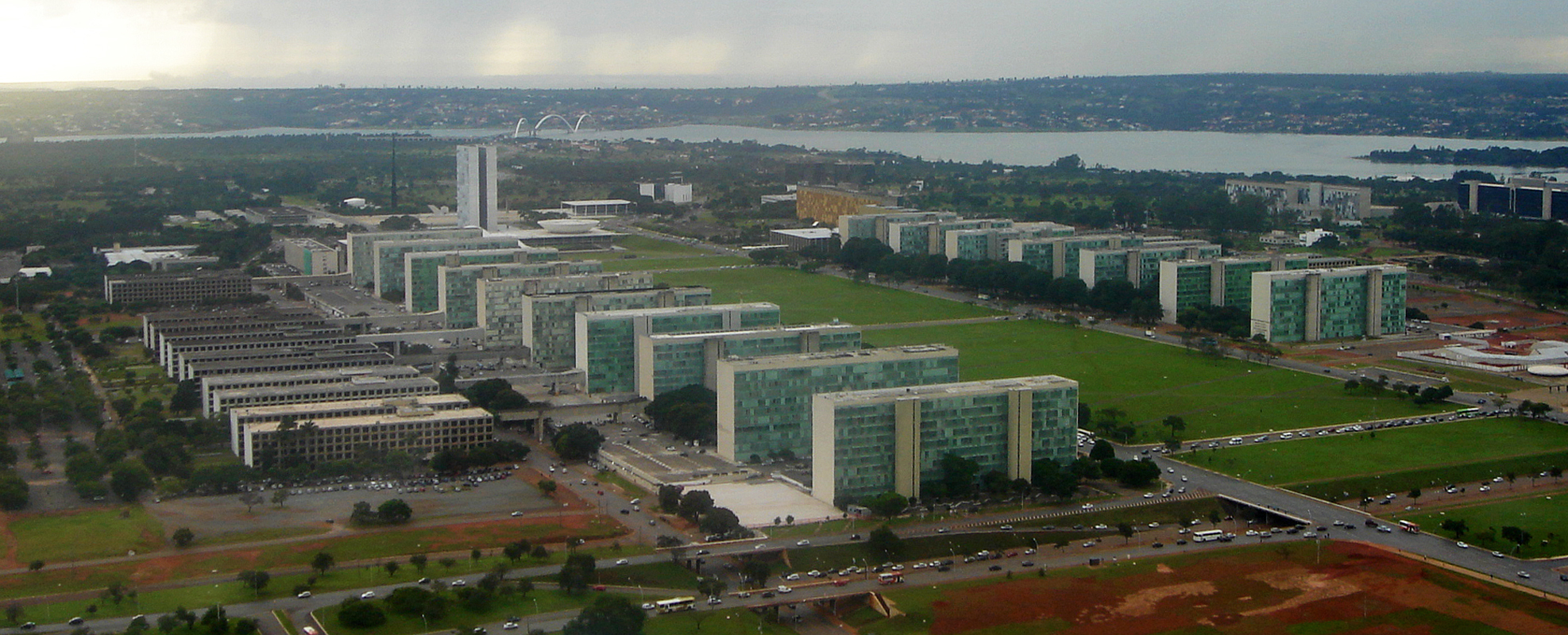
Esplanada dos Ministérios em Brasília, onde atuam as burocracias e se articulam as capacidades estatais em nível federal.

Centeno, Kohli e Yashar se voltam mais aos aspectos políticos da capacidade estatal. Para eles, o termo se refere à habilidade organizacional e burocrática para implementar projetos de governo.
A contribuição de Centeno, Kohli e Yashar em States in the developing world enfatiza a complexidade da capacidade estatal em países em desenvolvimento, destacando sua natureza organizacional e burocrática e a influência crucial da política em sua mobilização. Os autores também exploram os desafios de compreender a variação das capacidades estatais e seus impactos no "desempenho" estatal em diferentes domínios. Estes autores preferem, portanto, o termo "desempenho estatal" por ser mais amplo e analiticamente neutro do que "eficácia", o que permite avaliar o que o Estado realiza, seja isso positivo ou negativo. Para estes autores, o papel da política é crucial na mediação da relação entre a capacidade estatal e o desempenho estatal, com seus líderes e coalizões que moldam e utilizam o Estado.
Ao utilizar a expressão "desempacotando Estados" no título do primeiro capítulo de States in the developing world,  Centeno, Kohli e Yashar optam por uma metáfora com o objetivo de analisar e decompor a complexidade dos Estados. Sua intenção foi ir além de uma visão monolítica ou simplificada do Estado, como o que consideram ocorrer em abordagens correntes dadas por boa parte dos estudos de capacidade estatal. "Desempacotar" se refere tanto à uma divisão explícita entre as estruturas organizacionais que definem a capacidade estatal e os resultados ou desempenho que ela produz, quanto aos componentes internos do Estado, as forças que os moldam e como eles se traduzem em diferentes formas de desempenho. Desempacotar significa observar que o desempenho estatal pode ser desagregado em seus principais objetivos (ordem, gestão econômica e inclusão) e que há uma enorme variação na capacidade e desempenho entre regiões, dentro de países e entre diferentes áreas de políticas.
Há também estudos que analisam as capacidades estatais dando ênfase à variável "inclusão social". Segundo Matthias vom Hau, Estados capazes se definem por sua habilidade de alcançar territórios periféricos e populações marginalizadas de forma inclusiva.
Como visto, ainda que o conceito que tenha evoluído ao longo dos anos, seu uso sofre problemas. Um deles diz respeito à sua circularidade argumentativa. Por exemplo, há muitas insurreições violentas porque a capacidade estatal é baixa, e sabemos que a capacidade estatal é baixa porque há muitas insurreições violentas. Segundo Gomide, Pereira e Machado (2018) essa circularidade pode ser explicada porque há um tratamento genérico à ideia de capacidades, faltando uma definição mais clara dos atributos necessários para alcançar os efeitos específicos desejados. A solução proposta por Kocher envolve fragmentar o conceito em seus aspectos constitutivos, identificando claramente os fatores causais relacionados ao fenômeno estudado.
Outro problema é sua abrangência. A ideia de capacidades estatais é também referida como capacidade do Estado, capacidades governamentais, governança ou policy capacities (algo como capacidades em políticas públicas). Todas elas englobam um conjunto de competências, recursos, instituições e processos que permitem ao Estado exercer suas funções de maneira efetiva. Isso inclui desde a arrecadação de tributos e a manutenção da ordem pública até a provisão de bens e serviços e a promoção do desenvolvimento socioeconômico.

## Dimensões das Capacidades Estatais
Capacidades estatais é um conceito multidimensional, com diferentes autores e abordagens. A seguir, apresenta-se um esquema explicativo das principais dimensões identificadas no conjunto de fontes consultado. É importante notar que essas dimensões não são mutuamente exclusivas e frequentemente se interrelacionam e se complementam. A relevância de cada dimensão pode variar dependendo do contexto e dos objetivos da análise.
- Dimensão Técnico-Administrativa: Enfatiza a qualidade e a eficiência da burocracia estatal e a disponibilidade de recursos necessários para a ação governamental. Inspirada na tradição weberiana, valoriza a profissionalização, a competência técnica e a organização interna do Estado. Inclui a capacidade de planejar, coordenar e executar políticas de forma eficaz.[5][16]

- Dimensão Político-Relacional: Destaca a importância das interações do Estado com diversos atores sociais, econômicos e políticos. Envolve a capacidade de incluir esses atores nos processos de políticas públicas, buscando a construção de consensos, coalizões de apoio e legitimidade para as ações governamentais. A participação da sociedade civil e a articulação com o sistema político-representativo são elementos centrais.[5][16]

- Outras Dimensões: Englobam capacidades mais específicas relacionadas a funções estatais particulares. A capacidade coercitiva/militar refere-se ao monopólio da violência legítima e à defesa do território. A capacidade fiscal é a habilidade de arrecadar recursos financeiros de forma eficiente. A capacidade transformativa/industrial diz respeito à intervenção estatal na economia para promover o desenvolvimento. A capacidade legal envolve a garantia do cumprimento de leis e contratos. A capacidade de coordenação é crucial em sistemas federativos complexos como o brasileiro. Capacidades infraestrutural e informacional também são importantes para a implementação de políticas.[5][16]

Wu, Ramesh e Howlett (2015), para quem capacidade estatal se refere à policy capacities, organizam suas dimensões de forma matricial, distinguindo-as segundo:
- Tipo de capacidade: analítica, operacional e política;
- Nível de aplicação: individual, organizacional e sistêmico.

Esse esquema permite entender como diferentes dimensões se inter-relacionam e contribuem para o desempenho de políticas públicas em contextos diversos.
|                      | Capacidade analítica                                                                              | Capacidade operacional                                                                  | Capacidade política                                                                           |
| -------------------- | ------------------------------------------------------------------------------------------------- | --------------------------------------------------------------------------------------- | --------------------------------------------------------------------------------------------- |
| Nível individual     | Habilidades cognitivas e analíticas de atores-chave (ex: conhecimento técnico, uso de evidências) | Competência técnica e gerencial individual (ex: execução de tarefas, liderança prática) | Habilidades interpessoais e de negociação política (ex: comunicação, construção de coalizões) |
| Nível organizacional | Existência de unidades de pesquisa, think tanks, produção interna de conhecimento                 | Procedimentos, rotinas e recursos organizacionais para implementar programas            | Capacidade institucional de coordenação interdepartamental e relações externas                |
| Nível sistêmico      | Sistema nacional de informação e avaliação de políticas públicas                                  | Infraestrutura pública, recursos orçamentários e regulatórios disponíveis               | Legitimidade e confiança nas instituições, capacidade de gerar consenso político              |

Fonte: Adaptado de Wu, Ramesh e Howlett (2015).

### Explicação esquemática dos componentes

#### 1. Tipos de capacidade
- Capacidade analítica: está relacionada ao uso de informações, conhecimento técnico e evidências para formular políticas eficazes. É essencial para diagnosticar problemas, desenhar alternativas e avaliar resultados.
- Capacidade operacional: diz respeito à habilidade prática de implementar políticas públicas, gerir recursos, monitorar ações e garantir que decisões se traduzam em resultados concretos.
- Capacidade política: refere-se à habilidade de lidar com atores políticos, construir legitimidade e manter apoio para a execução de políticas. Envolve negociação, comunicação e gestão de coalizões.

#### 2. Níveis de aplicação
- Individual: refere-se às competências dos servidores públicos e formuladores de políticas enquanto profissionais. Envolve suas habilidades técnicas, gerenciais e interpessoais.
- Organizacional: envolve os recursos e estruturas disponíveis dentro de uma instituição pública (como ministérios, agências ou departamentos) para cumprir suas funções políticas.
- Sistêmico: diz respeito à capacidade do conjunto do Estado em criar e manter estruturas e ambientes que sustentem a formulação e implementação de políticas públicas em todo o país.

## Capacidade Estatal e Desenvolvimento
Considera-se que Estados com maiores capacidades são mais propensos a promover o desenvolvimento econômico e social. Historicamente, entre as décadas de 1930 e 1970, sobretudo após as duas Guerras Mundiais. A visão predominante era que o Estado deveria liderar a superação do subdesenvolvimento, especialmente nas nações mais pobres. Sua intervenção era considerada essencial para impulsionar o progresso através da industrialização, modernização agrícola e desenvolvimento da infraestrutura urbana.
Cientistas sociais como Peter Evans, Theda Skocpol e Michael Mann transformaram o debate sobre desenvolvimento ao mostrar que as características estatais são necessárias mas não suficientes para fornecer serviços públicos. Percebeu-se a importância de criar mecanismos que permitam ao Estado exercer poder e alcançar diferentes grupos sociais e regiões. Consequentemente, o conceito de capacidade estatal tornou-se fundamental nas discussões acadêmicas e administrativas, sendo hoje central nas análises sobre efetividade governamental e "boa governança".
Assim, seguem algumas dimensões da capacidade estatal citadas como relevantes para o desenvolvimento:
- Burocracias competentes e autônomas podem formular e implementar políticas de desenvolvimento mais eficazes, protegidas de interesses particulares de curto prazo.[4]
- A capacidade de extrair recursos fiscais de forma eficiente é fundamental para financiar investimentos em infraestrutura, educação, saúde e outros setores cruciais para o desenvolvimento.[16]
- A capacidade relacional permite ao Estado construir parcerias com o setor privado e a sociedade civil, mobilizando recursos e conhecimentos para alcançar objetivos de desenvolvimento compartilhados.[1]
- A capacidade transformativa ou de industrialização possibilita ao Estado intervir estrategicamente na economia, fomentando setores produtivos e inovação.[19]
- A capacidade política, ou seja, é necessário algum nível de poder acumulado pelos líderes eleitos para induzir as prioridades políticas entre os diferentes atores institucionais.[16]

No entanto, a relação não é linear e a presença de certas capacidades não garante automaticamente o desenvolvimento. A forma como essas capacidades são mobilizadas e utilizadas, bem como o contexto político e social em que o Estado atua, são fatores importantes. A capacidade estatal, portanto, deve ser compreendida em suas diversas dimensões e em sua interação com o ambiente político e social para uma análise mais completa de sua relação com o desenvolvimento.

## Capacidade estatal na pesquisa brasileira
A vasta literatura internacional inspirou diversos estudos no Brasil, com foco em áreas de políticas como desenvolvimento, burocracia, inovação e industrial.
Inicialmente, até a década de 1980, o conceito foi associado a atributos weberianos da burocracia, acionados para explicar o processo de state building (construção do Estado) durante a era desenvolvimentista (1930-1980). O sucesso de algumas políticas desenvolvimentistas era associado à presença de burocracias especializadas e insuladas do jogo político.

Conforme Gomide, Pereira e Machado:
"a capacidade estatal foi associada à existência de burocracias no aparelho administrativo do Estado, com as características do tipo ideal weberiano, ou seja, fundamentada nos pressupostos da especialização das funções, da meritocracia, do formalismo, da hierarquia e da impessoalidade" (2021, p. 86).
No período pós-Constituição de 1988, o tema da burocracia perdeu centralidade na agenda de estudos, abrindo espaço para outros como federalismo, participação social (inclusão e interação entre múltiplos atores nos processos de políticas públicas) e relações Executivo-Legislativo.
Estudos recentes exploram a relação entre capacidade estatal e a implementação de políticas em diferentes níveis de governo, incluindo o municipal, e em diversas áreas como assistência social A influência da literatura internacional foi crucial nessa retomada, com a incorporação do conceito de capacidade estatal difundido por autores como Tilly (1975), Skocpol (1985) e Evans (1995).

## Operacionalização empírica do conceito de capacidade estatal
A pesquisa brasileira também se dedicou a discutir a operacionalização e a mensuração do conceito de capacidade estatal, a construir maior clareza conceitual e a identificar indicadores empíricos.
Renata Bichir e Sergio Simoni Jr. (2021) operacionalizam empiricamente o conceito de capacidade estatal na política de assistência social através da utilização de um amplo conjunto de variáveis que buscam aferir diferentes dimensões. O uso destes indicadores incorpora tanto aspectos relacionados à burocracia quanto aos recursos financeiros disponíveis:
- Capacidade Burocrática: Esta dimensão visa medir a qualidade da burocracia local e é operacionalizada através dos seguintes indicadores:

1. Escolaridade do gestor da área de assistência social.
2. Porcentagem de trabalhadores da área com ensino superior.
3. Existência de plano de capacitação permanente para os trabalhadores da área de assistência social.
4. Existência de plano de cargos, carreiras e salários específico na área de assistência social.

- Capacidade Orçamentária: Esta dimensão busca mensurar a disponibilidade e a priorização de recursos financeiros para a política de assistência social, sendo operacionalizada por:

1. Recebimento de recursos estaduais via fundo a fundo†, convênio ou forma mista. Este indicador busca capturar a capacidade de acessar e mobilizar recursos de outros níveis de governo.
2. Peso do gasto com assistência no orçamento municipal. Este indicador reflete a prioridade dada à assistência social nas alocações orçamentárias municipais.

† "Via fundo a fundo" refere-se a um mecanismo de transferência de recursos financeiros entre níveis de governo, de um fundo para outro, sem a necessidade de convênios. No contexto da política de assistência social e do Sistema Único de Assistência Social (SUAS), esse mecanismo envolve repasses regulares e automáticos do Fundo Nacional de Assistência Social (FNAS) para os respectivos fundos estaduais e municipais.
Contudo, os autores ressaltam que indicadores de capacidades não permitem inferir diretamente sobre os resultados das políticas analisadas, que demandam investigações sistemáticas adicionais.
Por exemplo, estudos empíricos realizados no Brasil demonstram como a presença de burocracias profissionais está relacionada a melhores índices de desempenho estatal, enquanto a politização excessiva de cargos e a corrupção afetam negativamente a capacidade institucional.
Marta Arretche, Daniel Vazquez e Edgard Fusaro (2007) realizam uma avaliação empírica da capacidade administrativa municipal brasileira na oferta de serviços habitacionais. Sua metodologia analisa três dimensões: existência, densidade e estabilidade dessas capacidades. O estudo foca em identificar como os municípios mobilizam três elementos fundamentais para desenvolver políticas e programas habitacionais: burocracias, informações e órgãos especializados.
Os autores construíram indicadores que captam os seguintes atributos institucionais para cada município da amostra:
- Existência de capacidades administrativas: Refere-se à presença ou ausência de instrumentos administrativos relacionados à política habitacional. Isso inclui:
  1. Órgão específico para a implementação da política habitacional.
  2. Cadastro ou levantamento de famílias interessadas em programas habitacionais.
  3. Conselho municipal de habitação (um instrumento de participação social).
  4. Fundo municipal para habitação.
  5. Instrumentos para viabilizar a cooperação com outros municípios na área habitacional, como consórcios.
- Densidade de capacidades administrativas: Avalia os efeitos associados à combinação dos instrumentos acima em cada município. A capacidade de ação dos governos territoriais se altera qualitativamente à medida que essas variáveis estão combinadas. Por exemplo, a existência de um órgão associada a um cadastro tem efeitos distintos da existência de um órgão sem cadastro.
- Estabilidade de capacidades administrativas: Refere-se à resiliência no tempo desses atributos institucionais, ou seja, em que medida os municípios mantêm suas capacidades administrativas uma vez que elas tenham sido instaladas.

Através da análise da presença, combinação e estabilidade desses instrumentos, os autores construíram uma tipologia de municípios segundo suas capacidades administrativas. Essa tipologia foi então relacionada ao déficit habitacional (para municípios com mais de 20 mil habitantes) e à efetividade da política habitacional, medida pela oferta de programas habitacionais e pelo gasto municipal na função habitação. Os autores verificaram, por exemplo, que maior capacidade administrativa está diretamente relacionada a uma maior oferta de programas habitacionais e a um maior gasto na função habitação.